# Cayo Amafinio
Cayo o Gayo Amafinio  fue uno de los primeros filósofos romanos partidario del epicureísmo. Probablemente vivió a inicios del siglo I a. C. y escribió varias obras hoy perdidas que son criticadas por Cicerón como deficientes de arreglo y estilo. Cicerón también revela que Amafinio fue uno de los primeros atomistas romanos que tradujo el concepto griego de átomos como corpúsculos (en latín, corpusculi).